# Mary de Rachewiltz
Mary de Rachewiltz, rodným jménem Maria Rudge, (* 9. července 1925 Brixen) je italská básnířka a překladatelka, dcera amerického básníka Ezry Pounda a jeho milenky, původem americké houslistky Olgy Rudge. Vychovávána byla v rolnické rodině v obci Gais v horách na severu Itálie, za rodiči do Benátek začala jezdit až ve třicátých letech.
V roce 1971 vydala vzpomínkovou knihu Discretions (italsky Discrezioni, 1973; česky 2010 v překladu Petra Mikeše jako Diskrétnosti). Vlastní poezii psala a vydávala od šedesátých let, zprvu dlouho pouze v italštině, později rovněž v angličtině. Výbor z její poezie byl přeložen také do češtiny a vydán v magazínu Revolver Revue v roce 2006. Sama překládala Poundovu rozsáhlou báseň Cantos do italštiny. Dále překládala například verše e e cummingse, Robinsona Jefferse a Denise Levertov. Dlouhodobě rovněž spravovala Poundův archiv v Beineckeově knihovně na Yaleově univerzitě.
Jejím manželem byl egyptolog Boris de Rachewiltz, s nímž měla syna Siegfrieda a dceru Patrizii; oba se rovněž věnují psaní. Dlouhodobě žila na zámku Brunnenburg, který s manželem zrekonstruovala.